# Schiff von Kyrenia

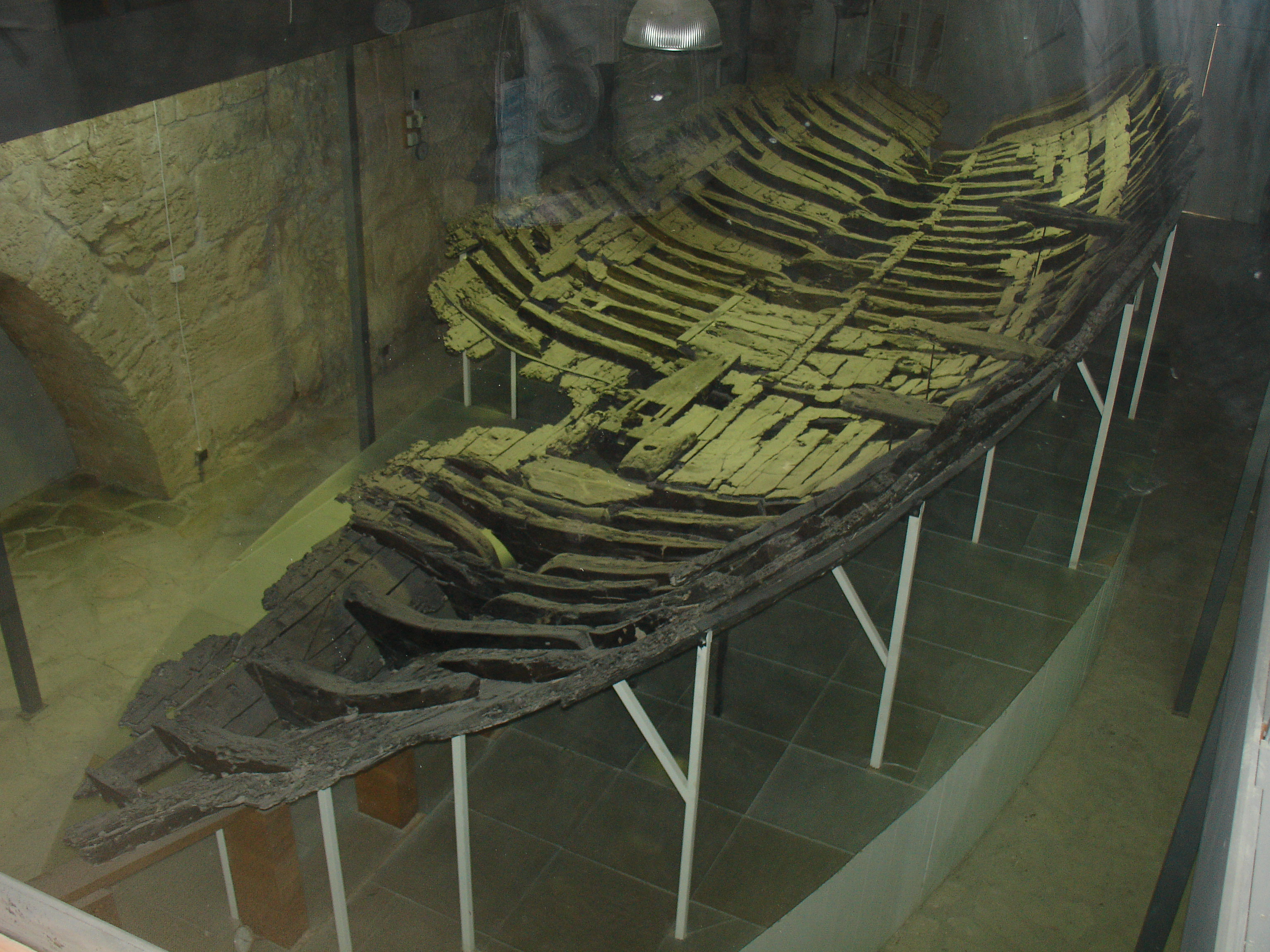
Das Schiff von Kyrenia

Das Schiff von Kyrenia gilt als das am besten erhaltene antike Schiff im Levantischen Meer. Das Fahrzeug aus dem späten 4. Jahrhundert v. Chr. sank an der Nordküste Zyperns, wo es 1965 entdeckt, in den Jahren 1967–1969 gehoben und anschließend restauriert wurde. Das Schiff und seine Ladung sind im Schiffswrack-Museum in der Festung von Kyrenia auf Zypern ausgestellt.

## Das Schiff
Die ursprüngliche Länge des Schiffes wird mit 14,75 m und die Breite mit 4,2 m angegeben; die korrespondierende Segelfläche wird auf 64 m² geschätzt. Als Baumaterial für Rumpf und Aufbauten wurde überwiegend Holz der Aleppo-Kiefer aus Samos oder Zypern verwendet. Es gibt auch geringe Anteile von Buchen-, Eichen- und Oleanderholz. Die gefundenen Spuren legen ein Einsatzgebiet zwischen Syrien und dem Dodekanes nahe, einschließlich Zypern und der anatolischen Küste. Das vulkanische Gestein, das als Ballast diente, stammt aus Kos.
Nach dem Sinken des Schiffes wurden einige Bestandteile und Transportgüter am Meeresboden verlagert, vermutlich unter anderem durch Oktopusse.

## Geschichte

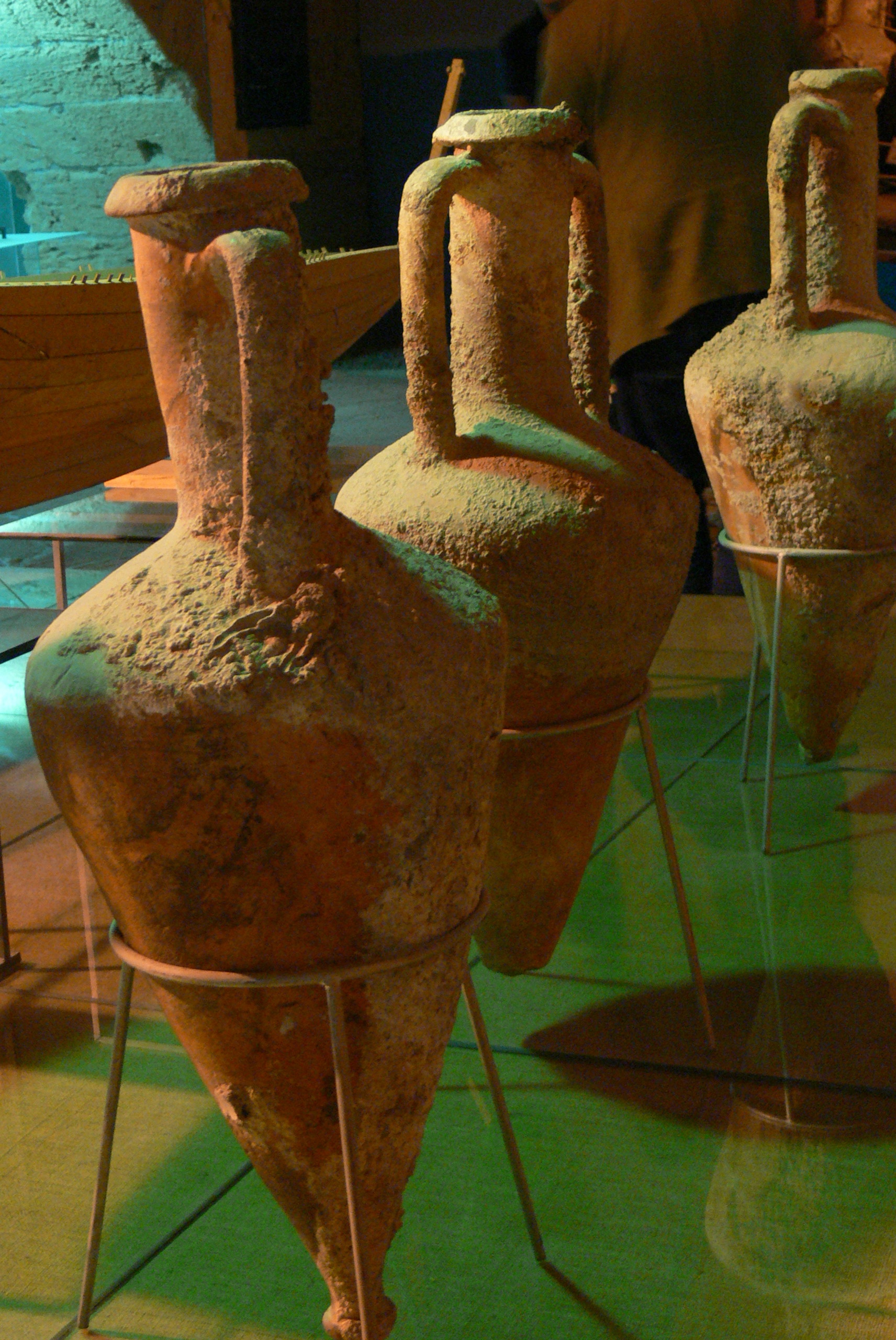
Amphoren, die sich heute im Schiffswrackmuseum von Kyrenia befinden

Das Schiff von Kyrenia enthielt etwa 380 Amphoren, überwiegend Weinbehälter aus Rhodos. Solche Gefäße waren in der Antike in der Regel mit Amphorenstempeln versehen, die sich relativ genau datieren lassen. Die rhodischen Amphoren des Schiffswracks stammen aus drei verschiedenen Jahren, die vermutlich in der Mitte der 290er Jahre v. Chr. zu verorten sind. Auch Gegenstände der Schiffsbesatzung geben Aufschluss über die Geschichte des Wracks und den Zeitpunkt seines Untergangs. Die jüngste der sieben im Wrack gefundenen Münzen, eine Bronzeprägung des ptolemäischen Königs Ptolemaios I., legt nahe, dass die letzte Fahrt des Schiffes zwischen 294 und 290 v. Chr. stattfand. Mandeln aus der Fracht lieferten ein 14C-Datum von 212±130 v. Chr., während der Schiffsrumpf, der aus dem Holz großer alter Bäume gefertigt war, ein Datum von 345±90 v. Chr. ergab. Insgesamt ergibt sich für das Sinken des Schiffswracks von Kyrenia eine Datierung wahrscheinlich in die späten 290er Jahre v. Chr.
Die Altersangaben für das Schiff zum Untergangszeitpunkt liegen zwischen 70 und 300 Jahren. Gefundene Speerspitzen legen nahe, dass das Schiff bei einem Piratenangriff sank, was auch die dürftigen Funde von persönlicher Habe der Mannschaft erklären könnte. Diese umfasste vermutlich vier Mann, da der gefundene Hausrat entsprechend abgezählt war.

## Forschungsgeschichte
Am 20. November 1965 entdeckte der Schwammtaucher Andreas Karolou das Wrack etwa eine Seemeile östlich der Hafenstadt Kyrenia vor der Nordküste Zyperns.
Im Jahre 1967 begann ein Team aus Tauchern, Archäologen und anderen Wissenschaftlern, insgesamt 54 Spezialisten unter der Leitung von Michael Katzev, Archäologe der Universität von Pennsylvania, mit der Bergung des Schiffes. Dabei kamen auch Methoden wie Magnetometer-Messungen und Metalldetektoren zum Einsatz, die damals in der Archäologie noch wenig üblich waren. Die Ausgrabungen erstreckten sich von 1967 bis 1969. Anschließend wurde das Schiff 1970/1971 restauriert und ist seitdem in der Burg von Kyrenia ausgestellt.
Aufgrund des frühzeitigen Todes von Michael Katzev verzögerte sich die Auswertung der Grabungsergebnisse. Unter Leitung von seiner Witwe Susan Womer Katzev und von Helena Wylde Swiny wurde schließlich die wissenschaftliche Publikation der Forschungen erarbeitet, deren erster Band 2023 erschienen ist.

## Resonanz

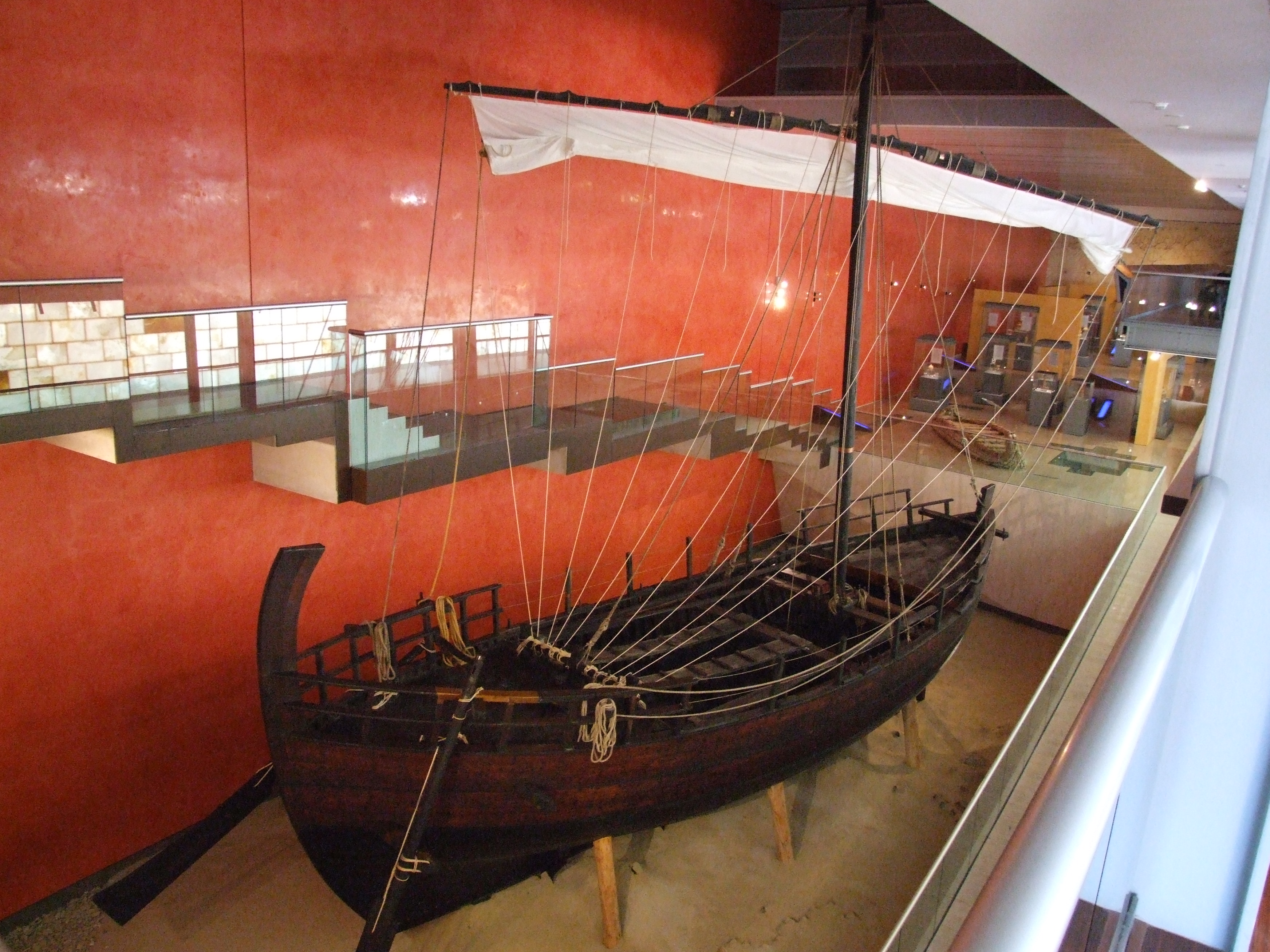
Kyrenia II

Das Schiff von Kyrenia auf einer zyprischen 50-Cent-Münze

1985 lief unter wissenschaftlicher Betreuung ein Nachbau unter dem Namen Kyrenia II vom Stapel. Mittlerweile wurde unter dem Namen Kyrenia Liberty ein weiterer Nachbau angefertigt, diesmal unter Anwendung heutiger Fertigungstechniken.
Das Schiff Kyrenia II wurde im Rahmen experimenteller Archäologie gebaut, um Erkenntnisse über die Möglichkeiten des antiken Schiffbaus, des Segelverhaltens und der Seetauglichkeit zu erhalten. Seit 1987 wurde die Kyrenia II im Verlauf der folgenden 17 Jahre im Mystic Seaport Museum in Connecticut, in New York City, in Nara, auf der Expo 92 in Sevilla, zur 800-Jahr-Feier des Hamburger Hafens und in zehn griechischen Städten ausgestellt. Heute ist diese Rekonstruktion im Thalassa Museum auf Zypern in der ständigen Ausstellung.
Das Schiff wurde zu einem Symbol der Insel und bewährte sich als „schwimmender Botschafter“ der Republik Zypern. Nach dem Besuch in Japan entstand in Fukuoka ein weiterer Nachbau, die Kyrenia III.
Das Schiff von Kyrenia ist auf den zyprischen 10-, 20- und 50-Cent-Münzen abgebildet.